# Grand livre du Sceau
Pour les articles homonymes, voir Sceau de France.
Le Grand livre du Sceau est un livre en plusieurs volumes qui recense les familles de la noblesse française authentique. Il est conservé par le ministère de la Justice français depuis plusieurs siècles.

## Définition
Le Grand livre du Sceau est un registre en plusieurs volumes qui consigne les noms et titres des familles nobles de France. Il permet de vérifier l'ascendance, et donc pendant plusieurs siècles les droits, de ceux qui revendiquent une ascendance noble. La République française n'accorde plus aucun privilège lié à la naissance depuis le 10 mai 1875, mais elle rend possible de vérifier l'authenticité de la noblesse subsistante. Le ministère de la Justice continue ainsi d'accorder des « investitures », c'est-à-dire la certification qu'un citoyen descend d'une famille consignée.

## Histoire
Jusqu'en 1947, le ministère de la Justice dispose d'un bureau du sceau de France. Il est alors supprimé, et remplacé par l'actuelle direction des Affaires civiles et du Sceau, dont l'une des missions est l'authentification et la transcription des titres nobiliaires du Grand livre du Sceau. 
Depuis 1872, 400 familles environ ont fait vérifier leur titre. Les arrêtés d'investiture sont toutefois rares au XXe siècle. La direction des affaires civiles et du Sceau a accordé 65 arrêtés d'investiture entre 1958 et 2009.
En 2006, le directeur des Affaires civiles et du sceau, Marc Guillaume, soutient que : « la section du Sceau procède aujourd'hui seulement à la vérification des titres nobiliaires. Cette vérification, appelée investiture, consiste à établir que le titre est régulier, qu'il a été transmis selon les règles de dévolution prévues par les lettres patentes de concession et que le titulaire actuel de ce titre est bien le descendant régulier du premier titulaire du titre ».

## Débats et controverses
Le Grand livre du Sceau a fait l'objet de plusieurs projets et propositions de lois. En 1906, Adhémar Péchadre, ayant découvert l'existence du Grand livre du Sceau, propose un amendement à la loi de finances de l'année 1907 pour faire que « Le titre sera prescrit et le bénéficiaire déchu de ses droits si la taxe de chancellerie n'a pas été acquittée dans le délai de cinq années », mais l'amendement est rejeté. La suppression du Grand livre est demandé à trois reprises par des députés d'extrême gauche, sans réussite. En 1948, face à une dernière tentative de suppression, le ministère des Finances défend sa subsistance afin de continuer à percevoir des recettes sur les droits de confirmation d'un titre. La loi de finances du 27 décembre 1968 a à ce titre porté à 2 000 francs les droits. Une ultime loi au sujet du Grand livre a supprimé les droits de chancellerie.